# Nathaniel Parker
Nathaniel Parker (Londres, Inglaterra, 18 de mayo de 1962) es un actor británico.

## Biografía
Parker nació en Londres, hijo del empresario Peter Parker y de la escritora Jillian Parker. Fue educado en Fox Primary School, Colet Court y Leighton Park School en Reading. Es hermano del director de cine Oliver Parker y de Alan Parker, presidente de Brunswick Group Ltd.
Parker se casó con la actriz Anna Patrick. La pareja vive en Londres con sus hijas Raphaella (nacida en 1998) y Angelica (nacida en 1996), una actriz en ciernes.

## Filmografía
| Año       | Título                                                   | Papel                            | Notas                       |
| --------- | -------------------------------------------------------- | -------------------------------- | --------------------------- |
| 1988      | Piece of Cake                                            | Oficial 'Flash' Gordon           |                             |
| 1989      | Inspector Morse                                          | Jamie Jasper                     |                             |
| 1989      | Never Come Back                                          | Desmond Thane                    |                             |
| 1989      | War Requiem                                              | Wilfred Owen                     |                             |
| 1990      | Harry Enfield's Television Programme                     | "Fire Man"                       | Episodios 1-4               |
| 1990      | Heroes II: The Return                                    | Ivan Lyon                        |                             |
| 1990      | Hamlet                                                   | Laertes                          |                             |
| 1991      | Absolute Hell                                            | Sam Mitchum                      |                             |
| 1991      | Agatha Christie's Poirot: Early Cases                    | Chris Davidson                   |                             |
| 1991      | The War that Never Ends                                  | Alcibiades                       |                             |
| 1991      | The Black Candle                                         | Lionel Filmore                   |                             |
| 1992      | Look at it this Way                                      | Miles                            |                             |
| 1992      | El guardaespaldas                                        | Clive Healy                      |                             |
| 1993      | The Vision Thing                                         | Michael Fisher                   |                             |
| 1993      | Dancing Queen                                            | Nigel                            |                             |
| 1993      | Wide Sargasso Sea                                        | Edward Rochester                 |                             |
| 1994      | Unsigned                                                 | The Devil                        |                             |
| 1994      | Without walls for one night only                         | Errol Flynn                      |                             |
| 1994      | A Village Affair                                         | Marin Jordan                     |                             |
| 1994      | Squanto: A Warrior's Tale                                | Thomas Dermer                    |                             |
| 1994      | Dangerous Games [Gefährliche Spiele]                     | Thomas Cranmer                   |                             |
| 1995      | A Touch of Frost: Quarry                                 | Stephen Milmore                  |                             |
| 1995      | Othello                                                  | Cassio                           |                             |
| 1995      | A little loving                                          | Greek God Pan                    |                             |
| 1996      | Short Cut                                                | Ross                             | Short film                  |
| 1997      | Beverly Hills Ninja                                      | Martin Tanley                    |                             |
| 1997      | Into Thin Air: Death On The Everest                      | Rob Hall                         |                             |
| 1997      | The Bible: David                                         | David                            |                             |
| 1998      | Far from the Madding Crowd                               | Gabriel Oak                      |                             |
| 1998      | Vanity Fair                                              | Rawdon Crawley                   |                             |
| 1999      | Trust                                                    | Andrew Pearce                    |                             |
| 1999      | McCallum: Beyond Good and Evil                           | Dan Gallagher                    | Series 3                    |
| 2000      | Lover's Prayer (aka All Forgotten)                       | Valdimir's Father                |                             |
| 2000      | Pretending to be Judith                                  | James Lovel                      |                             |
| 2001-2007 | The Inspector Lynley Mysteries                           | Thomas Lynley                    |                             |
| 2003      | The Haunted Mansion                                      | Master Edward Gracy              |                             |
| 2003      | The Private Life of Samuel Pepys                         | Charles II                       |                             |
| 2004      | Happy Birthday Oscar Wilde                               | Himself                          |                             |
| 2005      | Bedtime Stories                                          | Narrator                         |                             |
| 2005      | Bleak House                                              | Harrold Skimpole                 |                             |
| 2005      | Fade to Black                                            | Guido Viola                      |                             |
| 2006      | Flawless                                                 | Oliver Ashtoncroft               |                             |
| 2006      | Stardust                                                 | Dustan Thorn                     |                             |
| 2006      | Nuremberg: Nazis on Trial                                | Albert Speer                     |                             |
| 2006      | A Class Apart                                            | Anthony Troth                    |                             |
| 2007      | I really hate my job                                     | Guy II                           | Cameo role                  |
| 2007      | St. Trinian's                                            | Chairman of the National Gallery | Cameo role                  |
| 2008      | Hotel Babylon: Is love really in the air?                | Alexander Crawfield              | Series 3 episode 2          |
| 2009      | Malice In Wonderland                                     | Harry Hunt                       |                             |
| 2009      | The Perfect Host                                         | Detective Morton                 |                             |
| 2009      | The Courageous Heart of Irena Sendler                    | Dr Juliusz Majkowski             |                             |
| 2009      | Land Girls                                               | Lord Lawrence Hoxley             | series 1                    |
| 2009      | Lewis: The dead of winter                                | Lieutenant Philip Coleman        | Series 4                    |
| 2009      | My Family                                                | Uncle Richard                    | BBC; Christmas episode 2009 |
| 2010      | The Domino Effect                                        | Tramp                            |                             |
| 2010      | Sergeant Slaughter                                       | Father                           |                             |
| 2010      | Tell Me                                                  | Dr. Anton Sharple                |                             |
| 2010      | Las crónicas de Narnia: la travesía del Viajero del Alba | Caspian IX                       | Cameo role                  |
| 2010      | Injustice                                                | Marin Newall                     |                             |
| 2011      | Merlín                                                   | Agravaine                        | Temporada 4                 |
| 2012      | The Proxy                                                | Peter Baker                      |                             |
| 2012      | The Charles Dickens Show                                 | Doctor Guffquatt                 |                             |
| 2012      | Me and Mrs Jones                                         | Tom Marshall                     |                             |
| 2012      | Still Life: An Inspector Gamache Mystery                 | Chief Inspector Armand Gamache   |                             |